# 토룬 노면전차

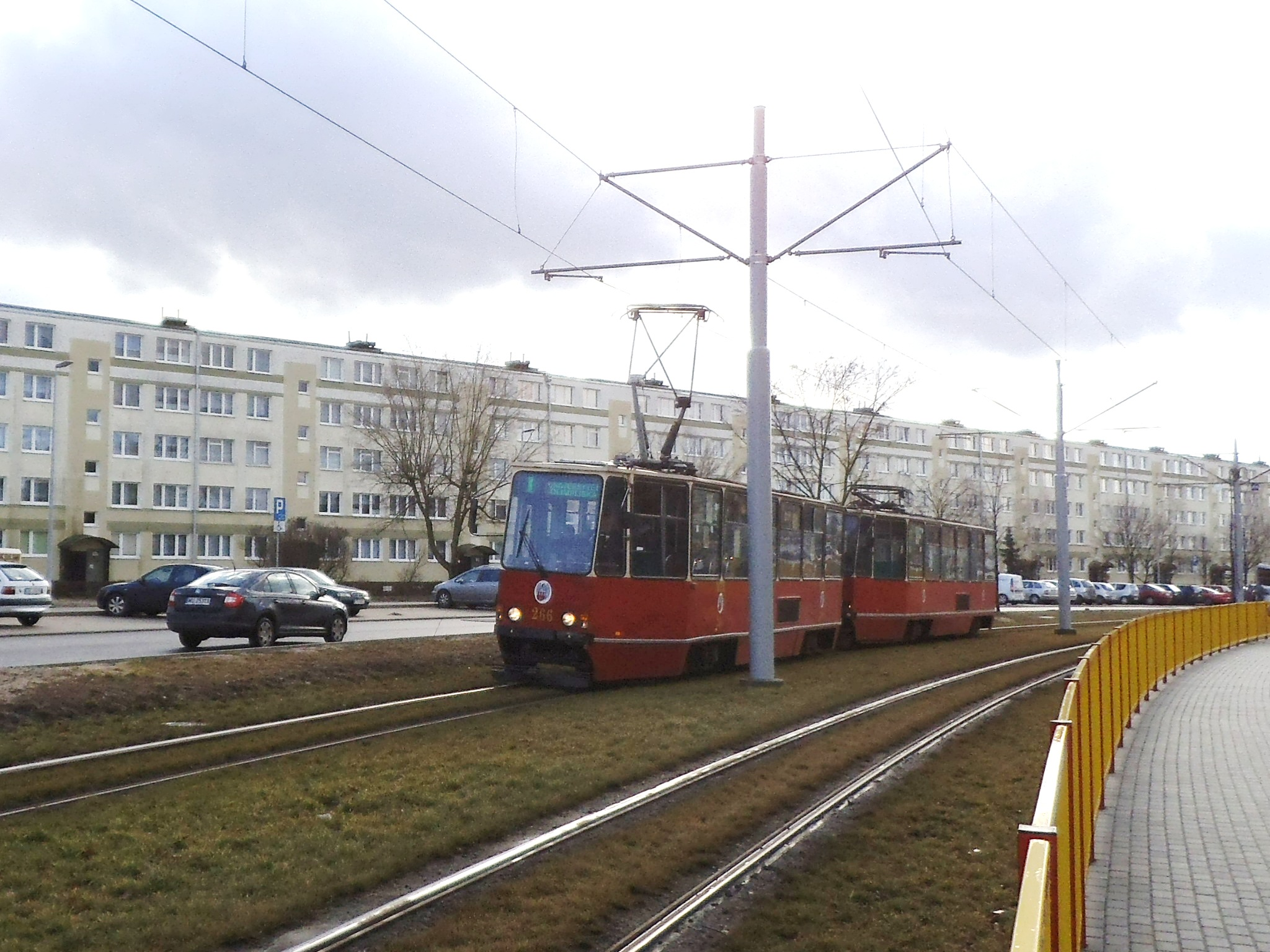
토룬 노면전차

토룬 노면전차(폴란드어: Tramwaje w Toruniu)는 폴란드 쿠야비포모제주 토룬의 노면전차 시스템이다. 1891년부터 운영되고 있다. 7개의 노선으로 이루어져 있으며, 총 노선 길이는 54.3 킬로미터 (33.7 mi)이다.

## 역사
토룬 니콜라우스 코페르니쿠스 대학교의 접근성을 위해 1.7-킬로미터 (1.1 mi) 연장선이 건설되었다. 이 노선은 원래 2013년에 개통할 예정이었지만 연장선은 2014년 6월 24일에 개통되었다.